# Château de Cadenet
Pour les articles homonymes, voir Cadenet (homonymie).
Le château de Cadenet est un château situé à Cadenet, dans le département de Vaucluse.

## Histoire
Le château daterait du XIe siècle, construit par les premiers seigneurs de Cadenet. Le vicomte Antoine Honoré d'Oraison réalisa d'importants travaux entre 1541 et 1549. Il ne reste aujourd'hui que des vestiges.
Le monument est inscrit aux Monuments historiques par arrêté de 1947.
Le 9 août 1793, durant la révolte royaliste et fédéraliste, la légion des Allobroges pris le château et captura le chef des insurgés ainsi que 3 canons et firent plusieurs prisonniers.